# ブガーラ (潜水艦)
ブガーラ (USS Bugara, SS-331) は、アメリカ海軍の潜水艦。バラオ級潜水艦の一隻。艦名はカリフォルニア州沿岸に生息するウミタナゴ科の魚レインボー・シーパーチの現地名称に因んで命名された。

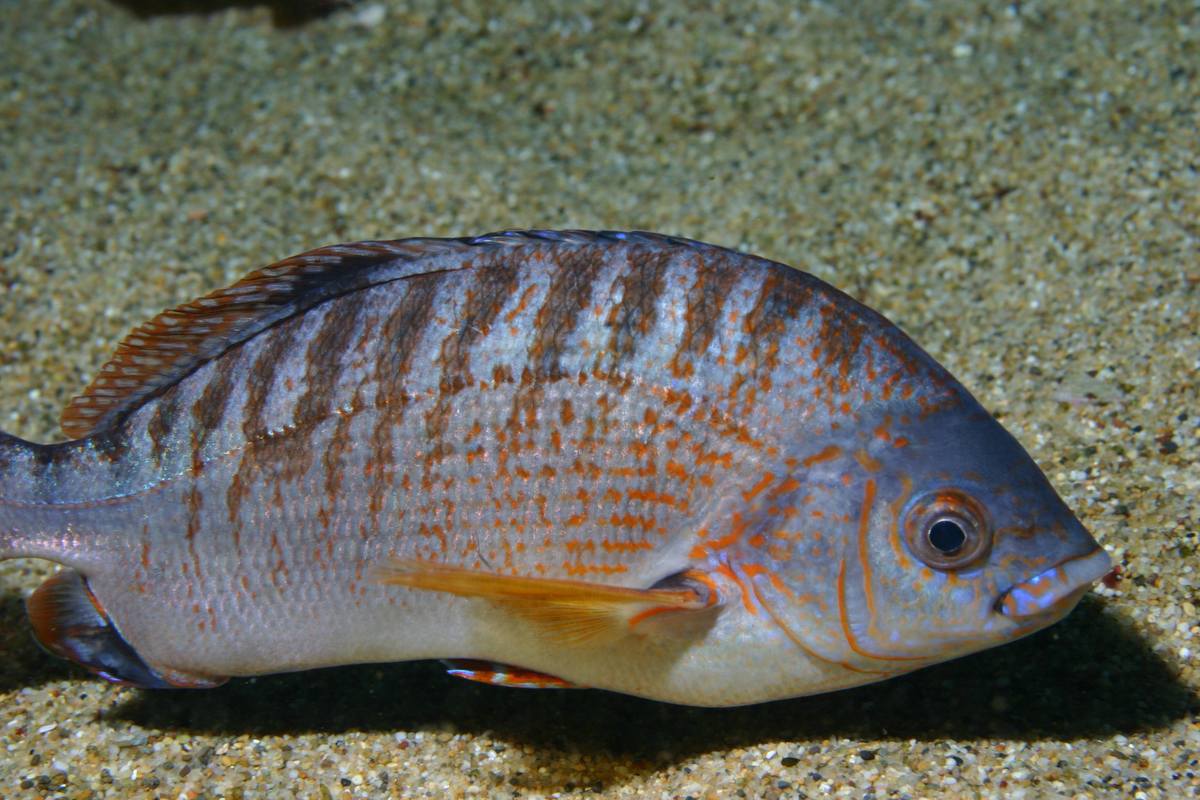
レインボー・シーパーチ（通称Bugara）

## 艦歴
ブガーラは1943年10月21日にコネチカット州グロトンのエレクトリック・ボート社で起工した。1944年7月2日にライマン・S・ペリー大佐の妻によって命名、進水し、1944年11月15日に艦長アーノルド・F・シャーデ中佐（アナポリス1933年組）の指揮下就役する。

### 哨戒
2月21日、ブガーラは最初の哨戒で南シナ海に向かった。サイパン島に寄港の後、哨区に到着。しかし、この哨戒では病院船と味方潜水艦しか見ず、戦果を挙げることはなかった。4月21日、ブガーラは54日間の行動を終えてフリーマントルに帰投した。
5月16日、ブガーラは2回目の哨戒でフローレス海、ジャワ海、南シナ海およびタイランド湾方面に向かった。しかし、この哨戒でも戦果を挙げることはなかった。6月20日、ブガーラは40日間の行動を終えてスービック湾に帰投した。
7月14日、ブガーラは3回目の哨戒で南シナ海およびタイランド湾方面に向かった。この哨戒では平穏無事に完了した初めの2回の哨戒と違って、この哨戒はブガーラの艦歴における最も多彩な哨戒の内の1つと言うことができるものであった。このタイランド湾での哨戒では、ブガーラは7月24日から8月7日までの間、推定5,284トンに上る57隻の小型船を次々と破壊した。この哨戒でのユニークな出来事の1つには、中国人乗組員が操縦する船がマレーの海賊によって攻撃されていたことであった。ブガーラは中国人達を救い、日本の船を沈め、続いて海賊達を処分した。この海域では当時、コッド (USS Cod, SS-224) やブレニー (USS Blenny, SS-324) などが同じように小型船舶を攻撃して多大な戦果を挙げた。その他、7月19日には駆逐艦神風が護衛する輸送船団を発見して攻撃したが失敗した。8月17日、ブガーラは34日間の行動を終えてフリーマントルに帰投した。

### 戦後
ブガーラはスービック湾に向けて出航し、部隊の僚艦と合流した。1945年の残りはスービック湾近海での作戦活動で過ごす。1946年1月に真珠湾経由でサンディエゴに帰還し、西海岸での休養後、1946年5月に真珠湾に戻った。ブガーラは真珠湾海軍造船所でオーバーホールを受け、その年の秋はベーリング海での訓練巡航を行う。その後シアトル、ポートランドを経由して真珠湾に帰還した。1947年10月後半にブガーラは真珠湾を出航しカリフォルニアに向かう。1947年11月20日から1948年3月19日までオーバーホールが行われ、3月27日に真珠湾に帰還した。7月にグアム、メルボルン、中城湾、青島を経由して横須賀を訪問した。8月24日に真珠湾に帰還する。1949年8月13日、ブガーラは真珠湾を出航しサンフランシスコでオーバーホールに入る。真珠湾には1950年1月3日に帰還した。その後1954年12月7日まで真珠湾沖合での作戦活動に従事し、この間に朝鮮戦争における作戦支援のため2度の極東巡航を行う。1954年12月7日、ブガーラはサンディエゴに向けて真珠湾を出港した。サンディエゴには12月15日到着し、その後太平洋沿岸での定期訓練および艦隊演習に参加する。ブガーラは1970年10月1日に退役、除籍され、1971年6月1日にワシントン州フラッタリー岬近くを曳航中に浸水し沈没した。
ブガーラは第二次世界大戦の戦功で3個の従軍星章を受章した。